# L-ドーパキノン
L-ドーパキノンは、o-ドーパキノンとも呼ばれており、 L-ドーパ の代謝物であり、メラニンの前駆物質である。

## 酵素反応
モノフェノールモノオキシゲナーゼは酸素分子を用いてチロシンやドーパのようなフェノール類を酸化する。反応後は目的物と水が生成する。